# クレヴァ城

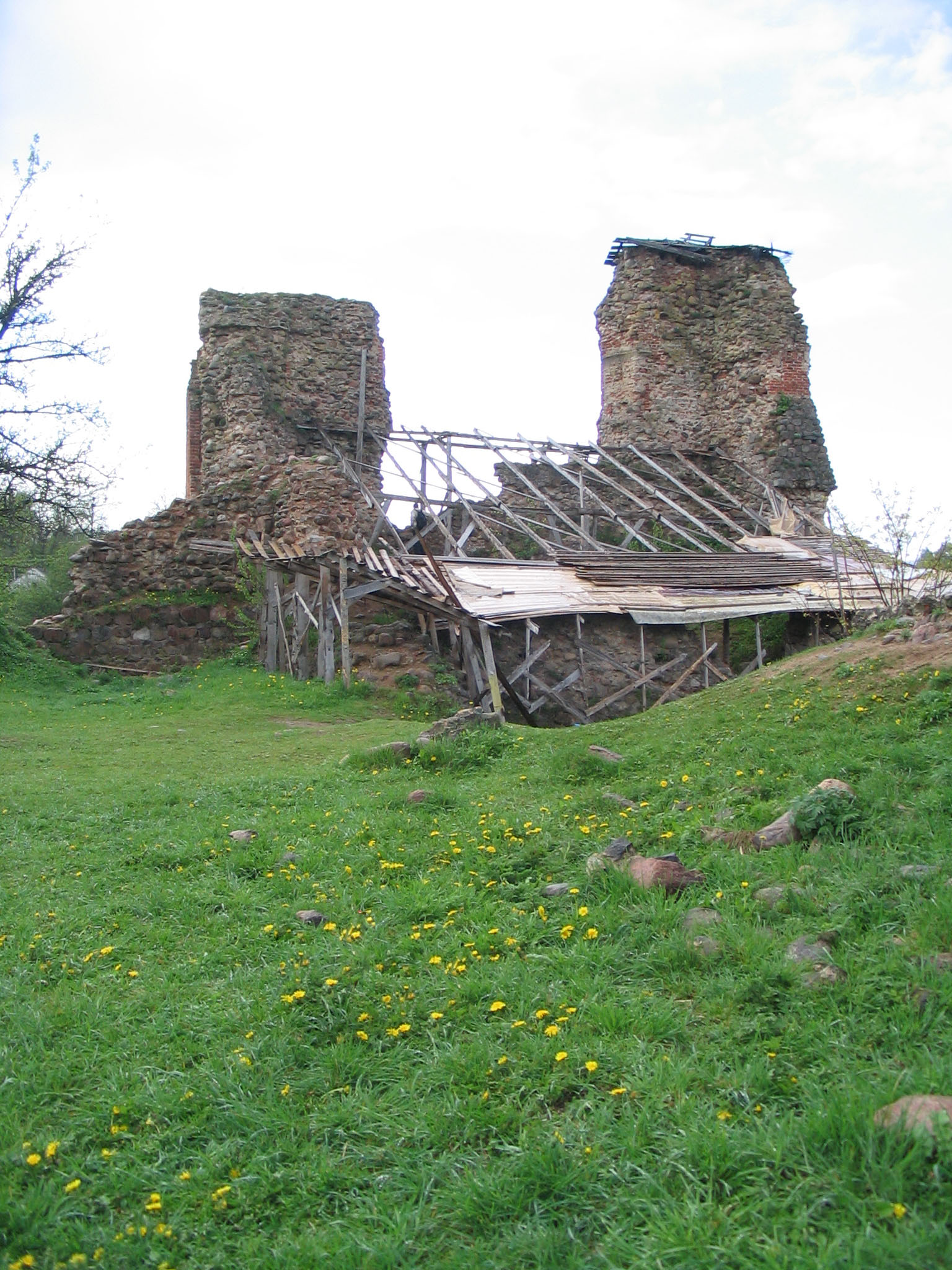
クレヴァ城の塔の址

クレヴァ城（ベラルーシ語: Крэўскі замак、リトアニア語: Krėvos pilis、ポーランド語: Zamek w Krewie）とは、ベラルーシのクレヴァ近郊に位置する城の遺構である。リトアニア大公国の君主が居住し、1385年にクレヴォ合同が締結された。

## 歴史
クレヴァ城はリトアニア大公ゲディミナスが、ヴィリニュスを守る拠点の一つとして築かせた城だと考えられている。史料にクレヴァ城への言及が見られるのは、1330年代からである。1380年代初頭にリトアニア大公国で起きた内戦の舞台にもなり、1382年にリトアニア大公ケーストゥティスが城の地下牢に投獄され、甥のヨガイラ（ポーランド王ヴワディスワフ2世）の命令で殺害された。1385年にヨガイラとポーランド王女ヤドヴィガの結婚を取り決める契約（クレヴォ合同）がこの城で締結される。
16世紀にクレヴァ城はモスクワ大公国やタタール人の包囲に何度か晒される。18世紀末からクレヴァ城は重要性を失っていき、無人の城になる。同時に城の保存状態も悪化し、19世紀には近隣の人間が城に使われていた石材を持ち出すことも多々あった。第一次世界大戦の際にクレヴァは戦場となるが、クレヴァ城でも戦闘が行われた。
1929年と2004年に修復工事が行われたが、工事の成果は現れなかった。スマルホニの歴史博物館では、クレヴァ城に関する展示が行われている。

## 構造
往時のクレヴァ城は城壁と濠で守られ、城壁の内側には二つの塔、多くの木造住居、池が置かれていた。城壁の高さは約13m、厚さは約3mであり、一辺の長さが80-105mの四辺形を作り、材料には天然の石材とレンガが使われていた。北側の隅に建てられていた塔の高さは25mに達していたと推定され、王族の居住地や防御施設として使用されていた。北側の塔の対角には16mほどの塔が建てられていたが、いずれも姿をとどめておらず、基底部のみが残っている。
クレヴァ城にはヴィリニュスに通じる地下道、壁の中に生きたまま埋められた少女の伝説が残されているが、伝説を裏付ける証拠は見つかっていない。